# Kinh Mân Côi
Bản mẫu:Kinh Mân Côi

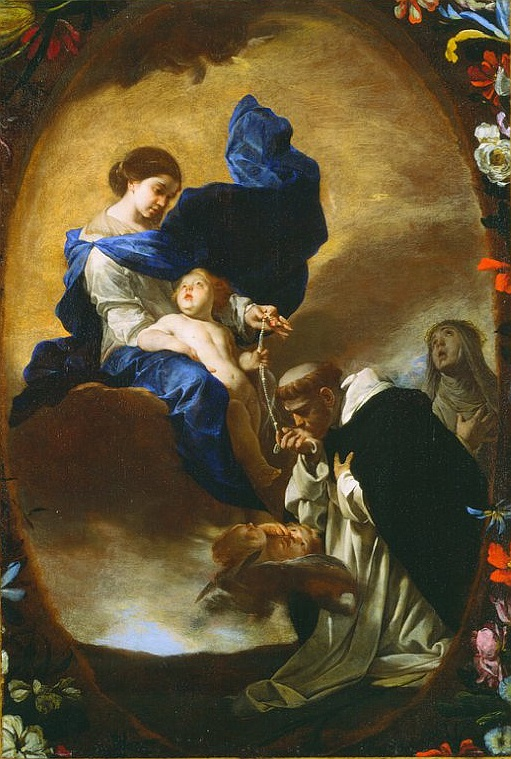
La Visione di San Domenico, tranh của Bernardo Cavallino (1640)

Kinh Mân Côi là một phương pháp cầu nguyện phổ biến và quan trọng của Giáo hội Công giáo Rôma. Bài kinh này bao gồm một bộ tràng hạt và các câu kinh cầu theo mẫu. Khi thực hành, người Công giáo đọc lên thành tiếng, đọc thầm hay đọc bằng ý nghĩ theo trình tự: một Kinh Lạy Cha (Pater noster), sau đó là mười Kinh Kính Mừng (Ave Maria) và kết thúc bằng một Kinh Sáng Danh (Gloria Patri), mỗi trình tự như thế gọi là một "mầu nhiệm Mân Côi" (suy niệm), được hiểu là một bộ mười kinh hay chục kinh. Các tín hữu Công giáo cũng đọc một lời nguyện Fátima sau mỗi chục kinh. Một "mầu nhiệm" còn được gọi là một "sự", tương ứng với một sự kiện về cuộc đời Chúa Giêsu và Mẹ Maria theo Tân Ước. Vào thế kỷ 16, Giáo hoàng Piô V đã thiết lập ra 15 mầu nhiệm Mân Côi tiêu chuẩn dựa trên truyền thống Kinh Mân Côi lâu đời, được chia làm ba nhóm: mầu nhiệm năm Sự vui (Mysteria Gaudiosa), mầu nhiệm năm Sự thương (Mysteria Dolorosa) và mầu nhiệm năm Sự mừng (Mysteria Gloriosa). Đến năm 2002, Giáo hoàng Gioan Phaolô II đã công bố thêm năm mầu nhiệm mới, gọi là mầu nhiệm năm Sự sáng (Mysteria Luminosa). Như vậy, Kinh Mân Côi ngày nay có tổng cộng 20 mầu nhiệm. Các mầu nhiệm được suy niệm vào những ngày cố định trong tuần: mầu nhiệm năm Sự vui vào ngày thứ Hai và thứ Bảy, mầu nhiệm năm Sự sáng vào ngày thứ Năm, mầu nhiệm năm Sự thương vào ngày thứ Ba và thứ Sáu, mầu nhiệm năm Sự mừng vào ngày thứ Tư và Chủ nhật.
Trong hơn 4 thế kỷ, nhiều vị giáo hoàng đã cổ vũ việc đọc kinh Mân Côi như một phần của thực hành tôn kính Đức Trinh nữ Maria trong Giáo hội Công giáo, với cốt lõi là suy niệm cuộc đời Chúa Giêsu. Thông qua Kinh Mân Côi, Giáo hội Công giáo nhấn mạnh "sự tháp nhập của người tín hữu vào cuộc đời Đức Mẹ, mà trọng tâm là Chúa Kitô" cũng như chủ đề "chạm đến Chúa Kitô qua Mẹ Maria" thuộc Thánh Mẫu học.

## Tên gọi
Xuất phát từ tiếng Latinh: rosarium, nghĩa là "khu vườn hoa hồng". Trong tiếng Việt, Kinh Mân Côi còn được gọi bằng các tên như: Văn Côi, Môi Côi, Môi Khôi, Mai Khôi...

## Lần chuỗi Mân Côi

Lược đồ thể hiện cách lần chuỗi Mân Côi: *nâu: làm dấu Thánh Giá và đọc kinh Tin Kính các thánh tông đồ *xanh dương: đọc kinh Lạy Cha *xanh dương/xanh đậm: đọc mầu nhiệm tương ứng và một kinh Lạy Cha *hồng: đọc một kinh Kính Mừng *hồng/hồng đậm: đọc một kinh Kính Mừng, một kinh Sáng Danh và đọc lời nguyện Fátima *vàng: đọc một kinh Lạy Nữ Vương, một kinh Trông Cậy và làm dấu Thánh Giá

### Cấu trúc cơ bản
Cấu trúc của Kinh Mân Côi thường theo trình tự sau:
- Tượng Thánh giá: Dấu Thánh Giá và Kinh Tin Kính theo các Tông đồ hay Kinh Tin Kính Nicea-Constantinpoli dùng trong Thánh lễ
- Hạt lớn đầu tiên: Kinh Lạy Cha
- Ba hạt nhỏ tiếp đó, với ý xin củng cố ba nhân đức đối thần (đức tin, đức cậy và đức mến): mỗi hạt đọc một Kinh Kính Mừng
- Hạt lớn tiếp theo: Kinh Sáng Danh và lời nguyện Fátima: "Lạy Chúa Giêsu, xin tha tội cho chúng con. Xin cứu chúng con khỏi sa hỏa ngục, xin đem các linh hồn lên thiên đàng, nhất là những linh hồn cần đến sự thương xót của Chúa hơn."
- Tiếp đến, đọc mầu nhiệm đầu tiên
- Hạt lớn: Kinh Lạy Cha
- Mười hạt nhỏ liền kề: tương ứng với 10 Kinh Kính Mừng, đồng thời suy niệm mầu nhiệm
- Kinh Sáng Danh
- Lời nguyện Fátima: "Lạy Chúa Giêsu, xin tha tội cho chúng con. Xin cứu chúng con khỏi sa hỏa ngục, xin đem các linh hồn lên thiên đàng, nhất là những linh hồn cần đến sự thương xót của Chúa hơn."
- Sang mầu nhiệm tiếp theo, tiến hành tương tự, cho tới khi hoàn thành hết cả năm mầu nhiệm.
- Kết thúc bằng một Kinh Lạy Nữ Vương, Kinh Trông Cậy và Dấu Thánh giá.

## Các mầu nhiệm Mân Côi

### Năm sự Vui
1. Thứ nhất thì ngắm (ngẫm, gẫm): Thiên thần truyền tin cho Đức Bà chịu thai. Ta hãy xin cho được ở khiêm nhường.
2. Thứ hai thì ngắm: Đức Bà đi viếng bà thánh Isave. Ta hãy xin cho được lòng yêu người.
3. Thứ ba thì ngắm: Đức Bà sinh Đức Chúa Giêsu nơi hang đá. Ta hãy xin cho được lòng khó khăn.
4. Thứ bốn thì ngắm: Đức Bà dâng Đức Chúa Giêsu trong Đền Thánh. Ta hãy xin cho được vâng lời chịu lụy.
5. Thứ năm thì ngắm: Đức Bà tìm được Đức Chúa Giêsu trong Đền Thánh. Ta hãy xin cho được giữ nghĩa cùng Chúa luôn.

### Năm sự Sáng

#### Phiên bản thứ nhất:
1. Thứ nhất thì ngắm: Đức Chúa Giêsu chịu phép rửa tại sông Giođan. Ta hãy xin cho được sống xứng đáng là con cái Chúa.
2. Thứ hai thì ngắm: Đức Chúa Giêsu dự tiệc cưới Cana. Ta hãy xin cho được vững tin vào quyền năng của Ngài.
3. Thứ ba thì ngắm: Đức Chúa Giêsu rao giảng Nước Trời và kêu gọi sám hối. Ta hãy xin cho được hoán cải và đón nhận Tin Mừng.
4. Thứ bốn thì ngắm: Đức Chúa Giêsu biến hình trên núi. Ta hãy xin cho được lắng nghe và thực hành Lời Chúa.
5. Thứ năm thì ngắm: Đức Chúa Giêsu lập bí tích Thánh Thể. Ta hãy xin cho được năng kết hợp cùng Chúa Giêsu Thánh Thể.

#### Phiên bản thứ hai:
1. Thứ nhất thì ngắm: Đức Chúa Giêsu chịu phép rửa tại sông Giođan. Ta hãy xin cho được sống xứng đáng là con Thiên Chúa.
2. Thứ hai thì ngắm: Đức Chúa Giêsu làm phép lạ tại tiệc cưới Cana. Ta hãy xin cho được noi gương Đức Mẹ mà vững tin vào Chúa.
3. Thứ ba thì ngắm: Đức Chúa Giêsu rao giảng Nước Trời và kêu gọi sám hối. Ta hãy xin cho được tin vào lòng Chúa thương xót và siêng năng lãnh nhận Bí tích Giao Hòa.
4. Thứ bốn thì ngắm: Đức Chúa Giêsu biến hình trên núi. Ta hãy xin cho được biến đổi nhờ Chúa Thánh Thần.
5. Thứ năm thì ngắm: Đức Chúa Giêsu lập bí tích Thánh Thể. Ta hãy xin cho được sốt sắng tham dự thánh lễ và rước Mình Máu Thánh Ngài.

### Năm sự Thương
1. Thứ nhất thì ngắm: Đức Chúa Giêsu lo buồn đổ mồ hôi máu. Ta hãy xin cho được ăn năn tội nên.
2. Thứ hai thì ngắm: Đức Chúa Giêsu chịu đánh đòn. Ta hãy xin cho được hãm mình chịu khó bằng lòng.
3. Thứ ba thì ngắm: Đức Chúa Giêsu chịu đội mão gai. Ta hãy xin cho được chịu mọi sự sỉ nhục bằng lòng.
4. Thứ bốn thì ngắm: Đức Chúa Giêsu vác cây Thánh giá. Ta hãy xin được vác Thánh giá theo chân Chúa.
5. Thứ năm thì ngắm: Đức Chúa Giêsu chịu chết trên cây thánh giá. Ta hãy xin đóng đinh tính xác thịt vào thánh giá Chúa.

### Năm sự Mừng
1. Thứ nhất thì ngắm: Đức Chúa Giêsu sống lại. Ta hãy xin cho được sống lại thật về phần linh hồn.
2. Thứ hai thì ngắm: Đức Chúa Giêsu lên trời. Ta hãy xin cho được ái mộ những sự trên trời.
3. Thứ ba thì ngắm: Đức Chúa Thánh Thần hiện xuống. Ta hãy xin cho được lòng đầy dẫy mọi ơn Đức Chúa Thánh Thần.
4. Thứ bốn thì ngắm: Đức Chúa Trời cho Đức Mẹ lên trời. Ta hãy xin ơn chết lành trong tay Đức Mẹ.
5. Thứ năm thì ngắm: Đức Chúa Trời thưởng Đức Mẹ trên trời. Ta hãy xin Đức Mẹ phù hộ cho ta được thưởng cùng Đức Mẹ trên nước Thiên đàng.

### Lịch nguyện ngắm các mầu nhiệm
| Ngày suy niệm | Tiêu chuẩn / Truyền thống | Thêm mầu nhiệm năm Sự sáng |
| ------------- | --- | -------------------------- |
| Chủ nhật      | - Bắt đầu mùa Vọng đến trước mùa Chay: Mầu nhiệm năm Sự vui - Trong mùa Chay: Mầu nhiệm năm Sự vui - Bắt đầu mùa Phục Sinh cho tới trước mùa Vọng: Mầu nhiệm năm Sự mừng | Mầu nhiệm năm Sự mừng      |
| Thứ Hai       | Mầu nhiệm năm Sự vui | Mầu nhiệm năm Sự vui       |
| Thứ Ba        | Mầu nhiệm năm Sự thương | Mầu nhiệm năm Sự thương    |
| Thứ Tư        | Mầu nhiệm năm Sự mừng | Mầu nhiệm năm Sự mừng      |
| Thứ Năm       | Mầu nhiệm năm Sự vui | Mầu nhiệm năm Sự sáng      |
| Thứ Sáu       | Mầu nhiệm năm Sự thương | Mầu nhiệm năm Sự thương    |
| Thứ Bảy       | Mầu nhiệm năm Sự mừng | Mầu nhiệm năm Sự vui       |

## Vai trò
Kinh Mân Côi gắn liền với những cách thức tôn kính Mẹ Maria được nhiều Giáo hoàng khuyến khích thực hành, đặc biệt là Giáo hoàng Lêô XIII. Vị giáo hoàng này được mệnh danh là "Giáo hoàng của Kinh Mân Côi" khi ông ban phép lành và làm lời kinh này trở nên phổ biến với tên gọi Rất thánh Mân Côi. Do hiệu quả của Kinh Mân Côi và sự can thiệp của Mẹ Maria qua lời kinh này, mà Giáo hoàng Piô V đã đưa Lịch phụng vụ Công giáo với danh xưng Lễ Đức Mẹ Mân Côi, tổ chức vào ngày 7 tháng 10 hằng năm.

## Lịch sử

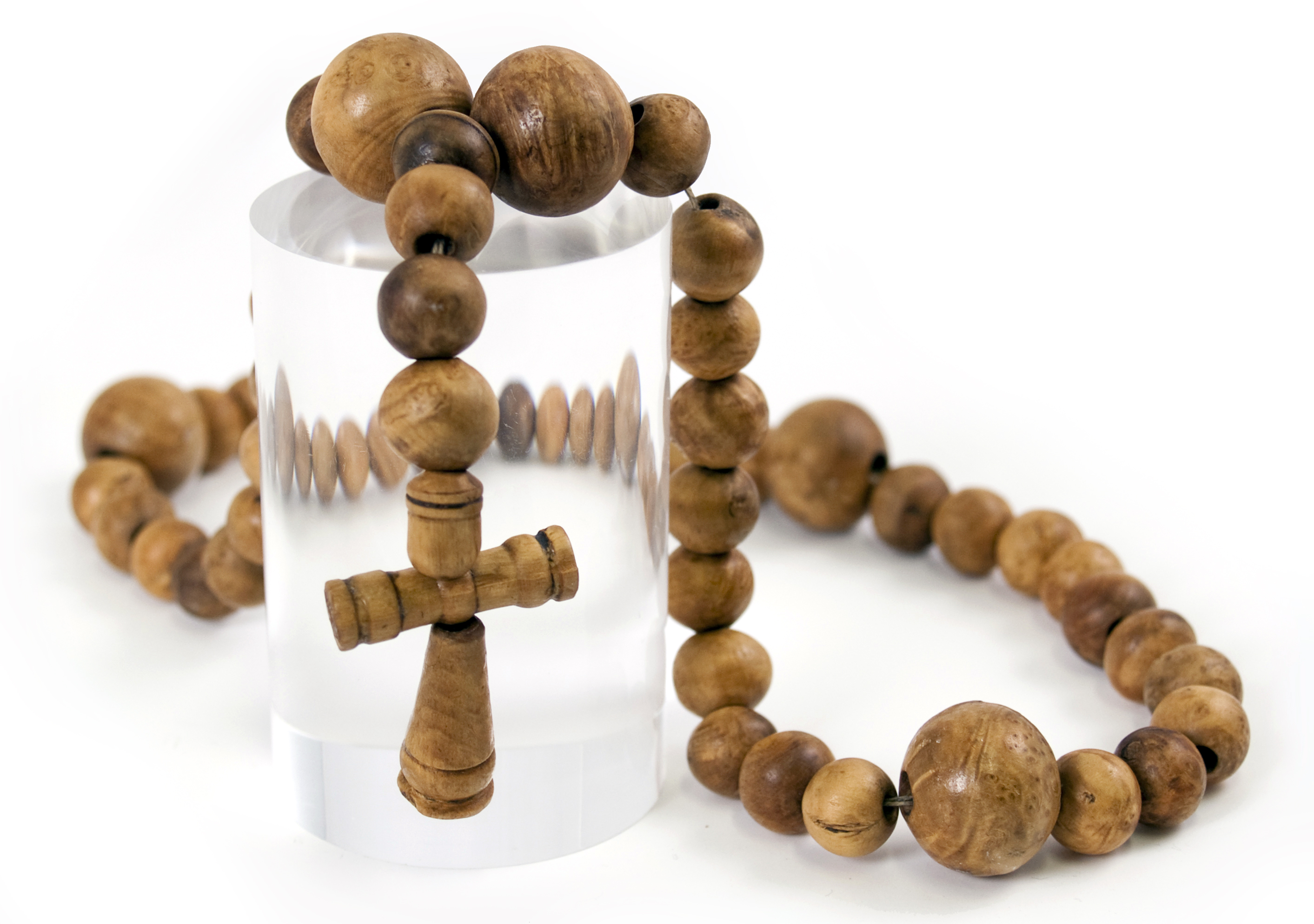
Tràng hạt Mân côi bằng gỗ từ thế kỷ 16

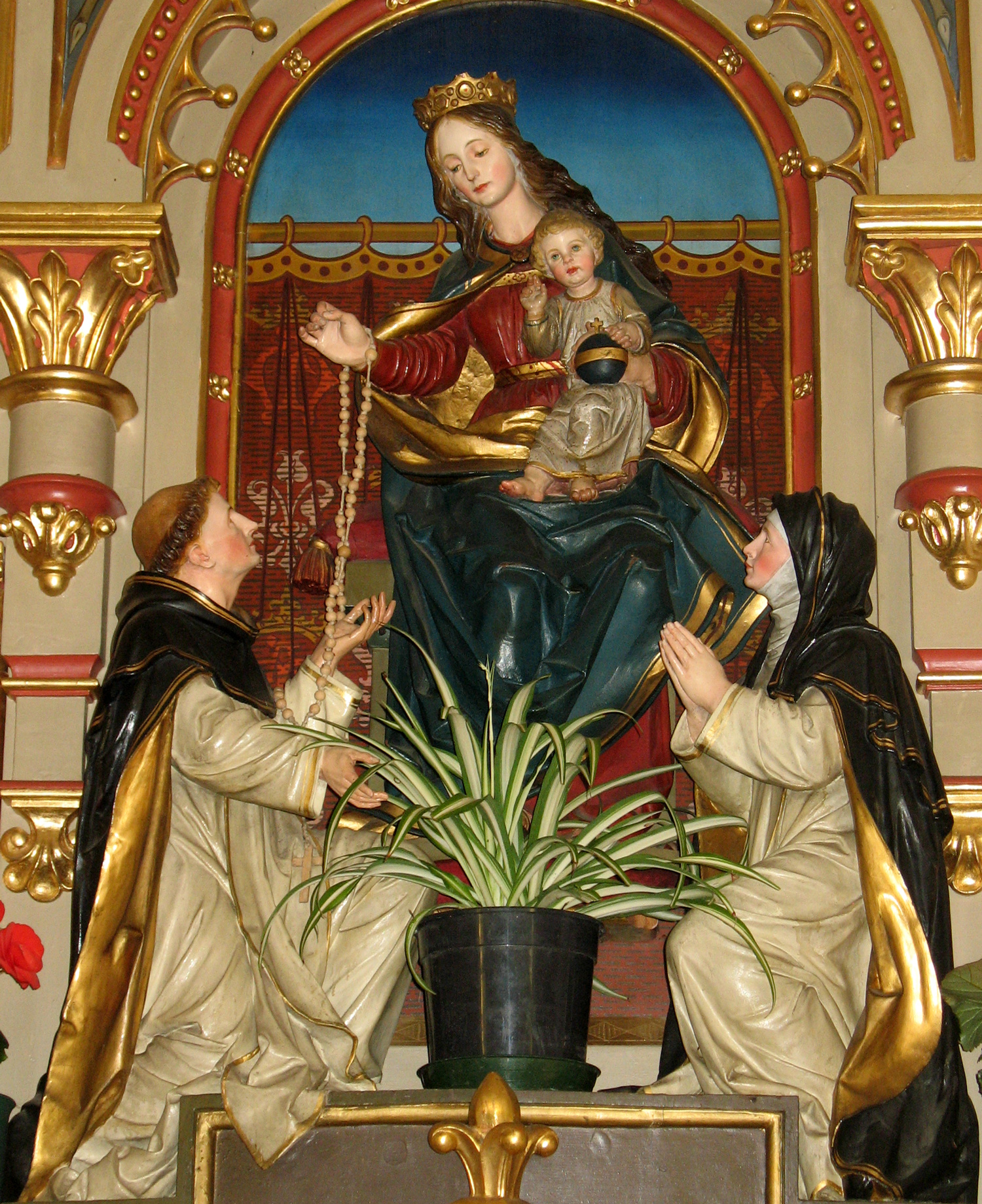
Tượng Đức Mẹ Mân Côi bởi Franz Tavella, 1905 tại Tirol

Có những chi tiết khác nhau về lịch sử của Kinh Mân Côi. Theo truyền thống, Giáo hội tin rằng Kinh Mân Côi được Mẹ Maria trao cho Thánh Đa Minh vào năm 1214 tại nhà thờ Prouille, gần Toulouse miền nam nước Pháp. Thực tế, việc cầu nguyện với một tràng hạt đã có nguồn gốc rất xa xưa. Vào những thế kỷ đầu tiên của Kitô giáo, các tu sĩ trong vùng sa mạc Ai Cập có thói quen dùng những hạt cây hay những hòn sỏi nhỏ để đếm kinh - kinh này là Kinh Lạy Cha. Tùy mức độ sùng đạo, mỗi buổi sáng, họ quyết định số kinh sẽ đọc trong ngày tương ứng với số lượng hạt này rồi cho vào túi, đọc xong một kinh thì họ vứt đi mỗi hạt. Đến thời Trung Cổ, các tu sĩ có thói quen đọc 150 bài Thánh Vịnh mỗi ngày trong giờ Kinh Phụng vụ. Nhưng có nhiều người không biết đọc và viết tiếng Latinh nên họ không hiểu và đọc 150 kinh Lạy Cha để thay thế. Để đếm các kinh ấy, người ta dùng những hạt gỗ xâu vào nhau nhờ một sợi dây và gọi đây là tràng hạt kinh Lạy Cha. Sau này, người ta dùng thêm Kinh Kính Mừng bên cạnh Kinh Lạy Cha. Thế kỷ thứ 7, là thế kỷ khởi sắc của việc sùng kính Maria, giáo dân bắt đầu phổ biến việc đọc 150 Kinh Kính Mừng thay cho 150 kinh Lạy Cha và gọi các này là "sách Thánh Vịnh của Đức Mẹ".
Thế kỷ 13, thánh Đa Minh được sứ mệnh chống lại sự bành trướng của lạc giáo Albigens. Theo tục truyền, năm 1213, Trinh nữ Maria hiện ra với ông và dạy phải dùng hai phương tiện để chiến thắng là giảng dạy và cầu nguyện bằng kinh Mân Côi. Từ năm 1410 đến 1439, một thầy tu tên là Dominique ở Köln, nước Đức đề nghị đọc theo một hình thức mới, chỉ có 50 kinh Kính Mừng, trước mỗi kinh có phần suy niệm một đoạn Phúc Âm. Ý tưởng này phổ biến và phát triển mạnh mẽ. Từ thế kỷ 16 đến tận đầu thế kỷ 20, cấu trúc của Kinh Mân Côi cơ bản vẫn không thay đổi, gồm 15 "mầu nhiệm" chia làm ba nhóm. Trong thế kỷ 20, người ta còn phổ biến lời nguyện Fátima vào đoạn sau của mỗi "mầu nhiệm". Đến năm 2002, Giáo hoàng Gioan Phaolô II mới thêm vào Mầu nhiệm năm Sự sáng - đây là sự thay đổi lớn của kinh này sau năm thế kỷ.

## Trong nghệ thuật Thánh Mẫu
Từ thế kỷ 16, hình ảnh tràng hạt Mân Côi dần trở nên một yếu tố của nghệ thuật Thánh Mẫu Công giáo.  Một ví dụ điển hình về sự góp mặt của chuỗi Mân Côi trong nghệ thuật Thánh Mẫu là bức tranh sơn dầu Thánh Mẫu Mân Côi của họa sĩ Caravaggio được đặt tại Viên. Dưới đây là một số tác phẩm khác có liên quan đến tràng hạt Mân Côi.

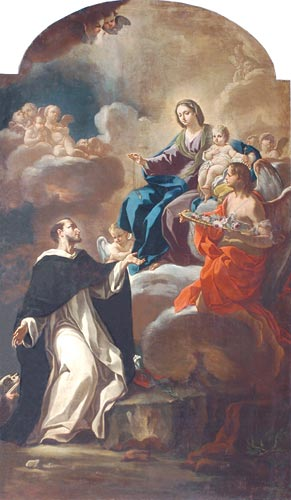
Thánh Mẫu và chuỗi Mân Côi, Nicola Porta
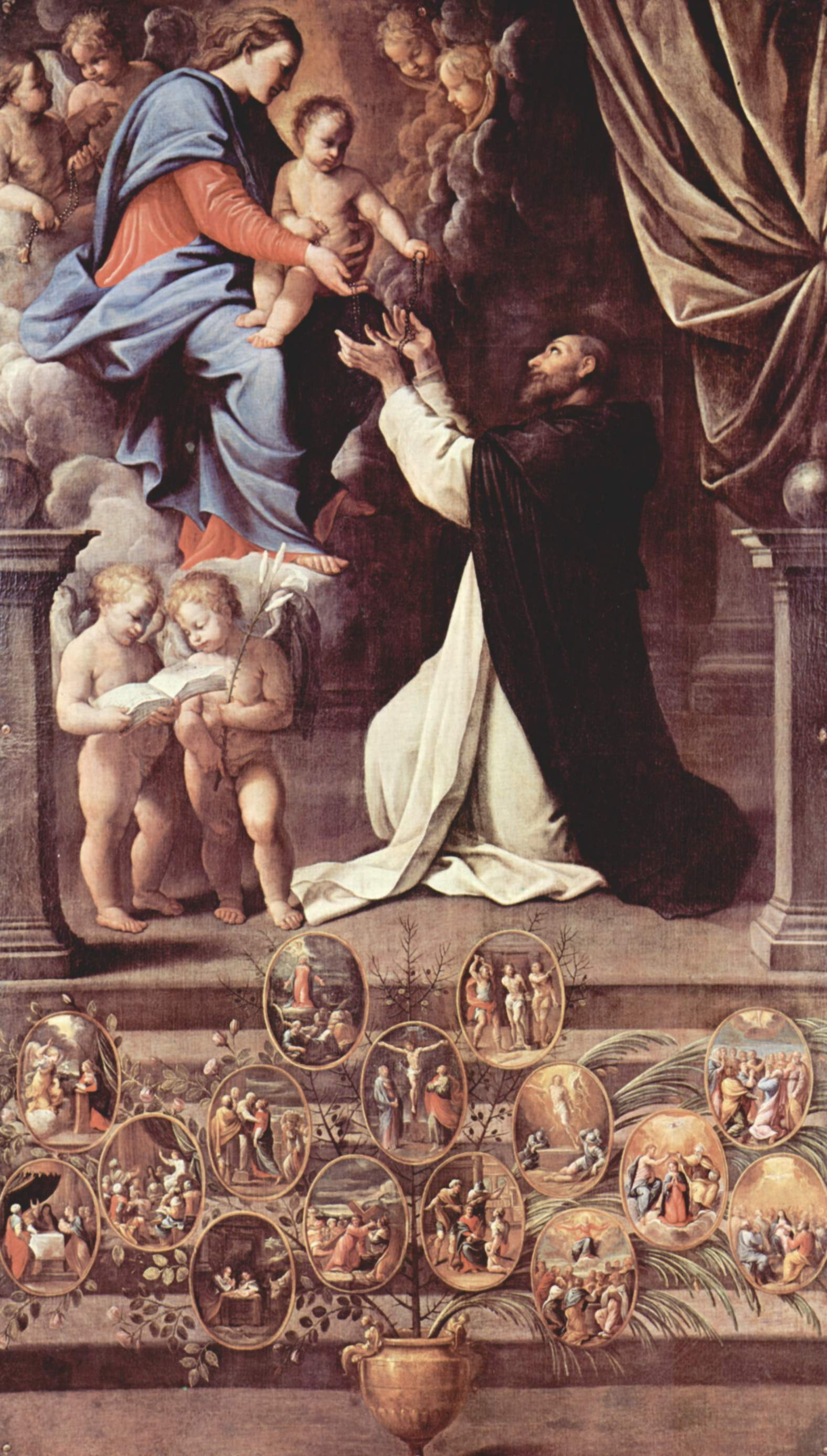
Thánh Mẫu và chuỗi Mân Côi, tranh của Guido Reni, 1596
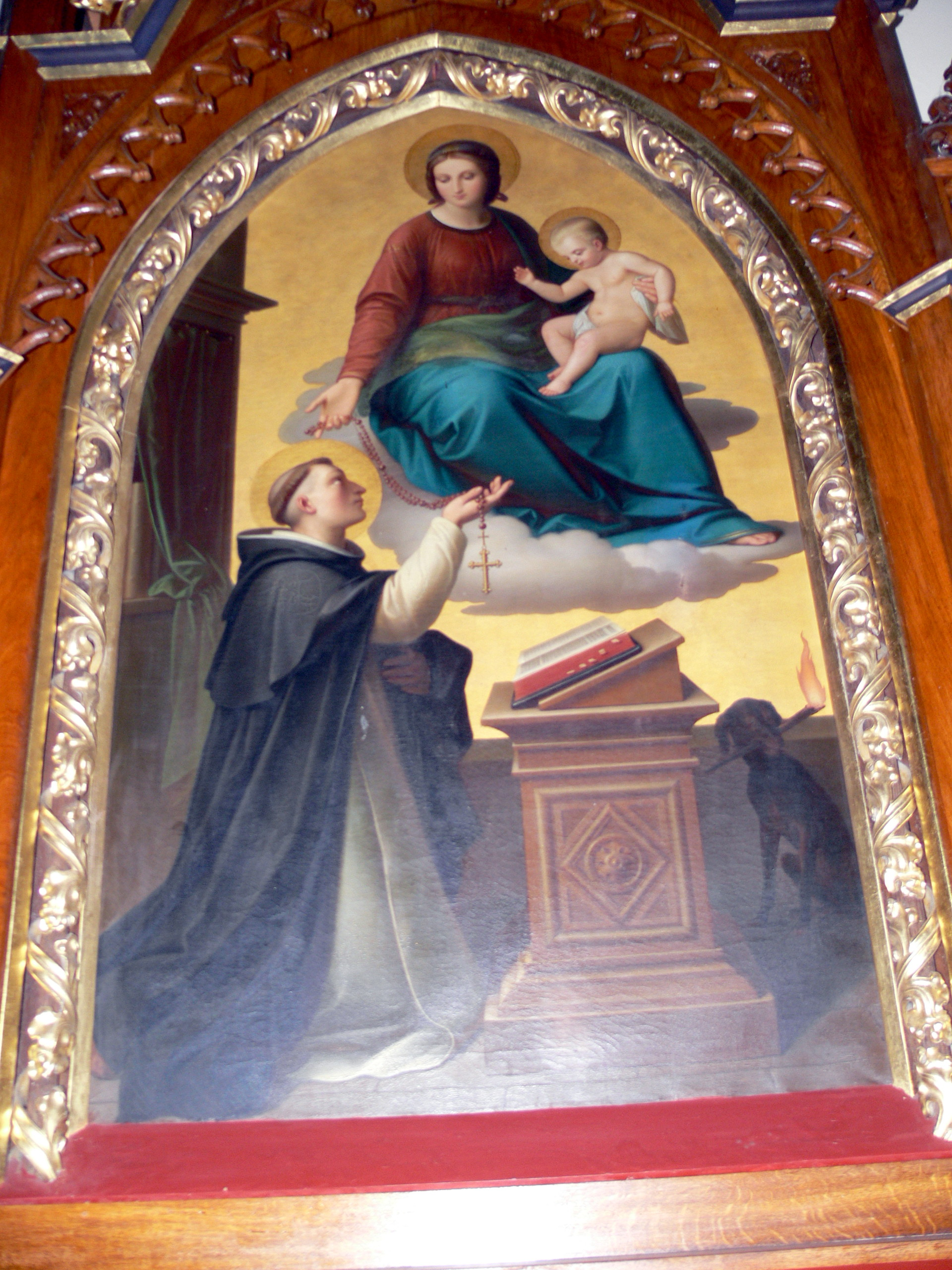
Thánh Mẫu trao chuỗi Mân Côi cho thánh Đôminicô, tranh của August Palme, 1860
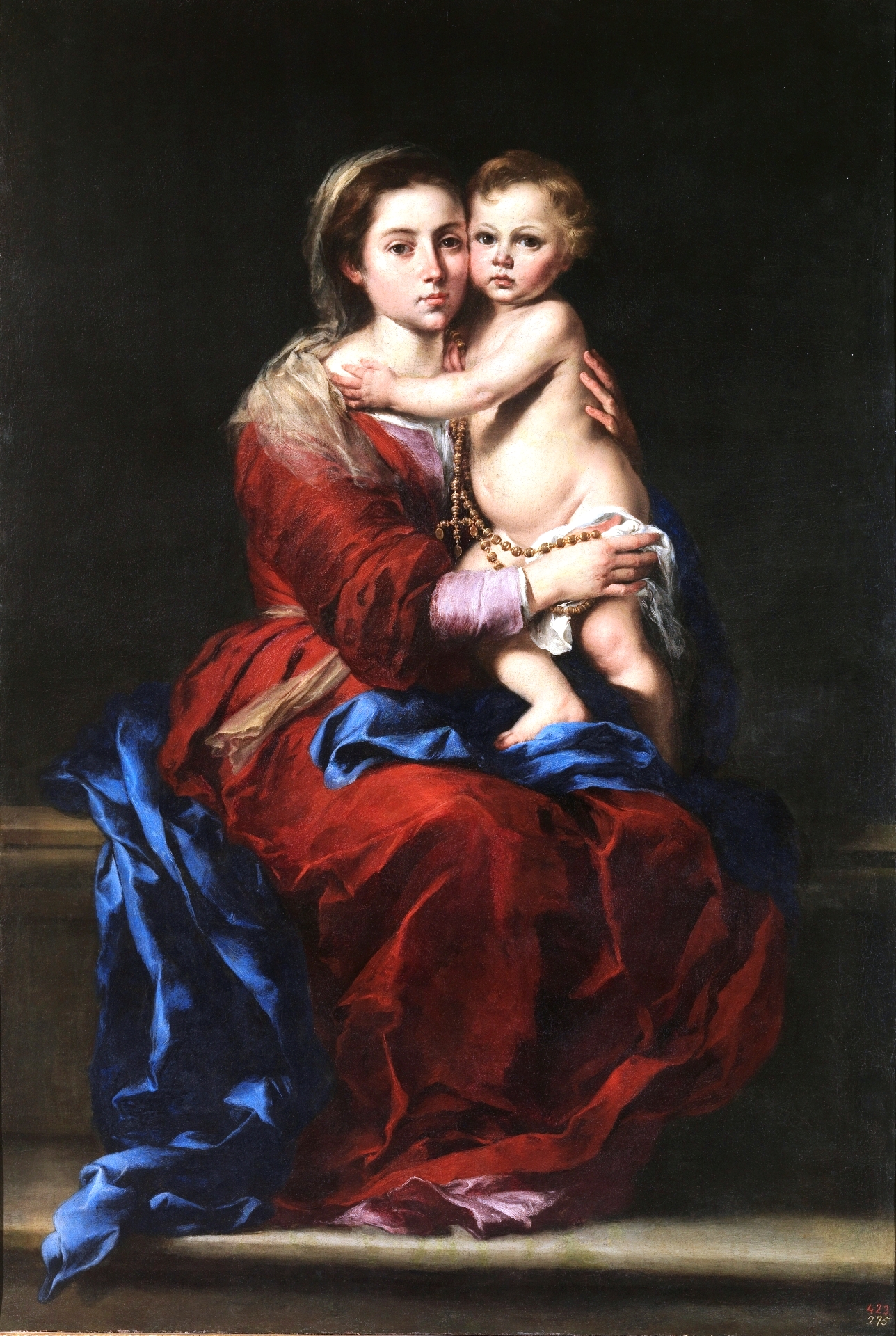
Thánh Mẫu và chuỗi Mân Côi, tranh của Murillo, 1650
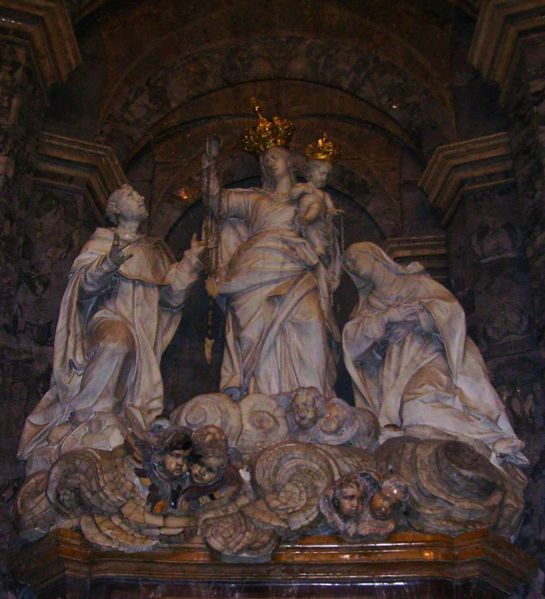
Tượng Thánh Mẫu Mân Côi, Napoli, Italia
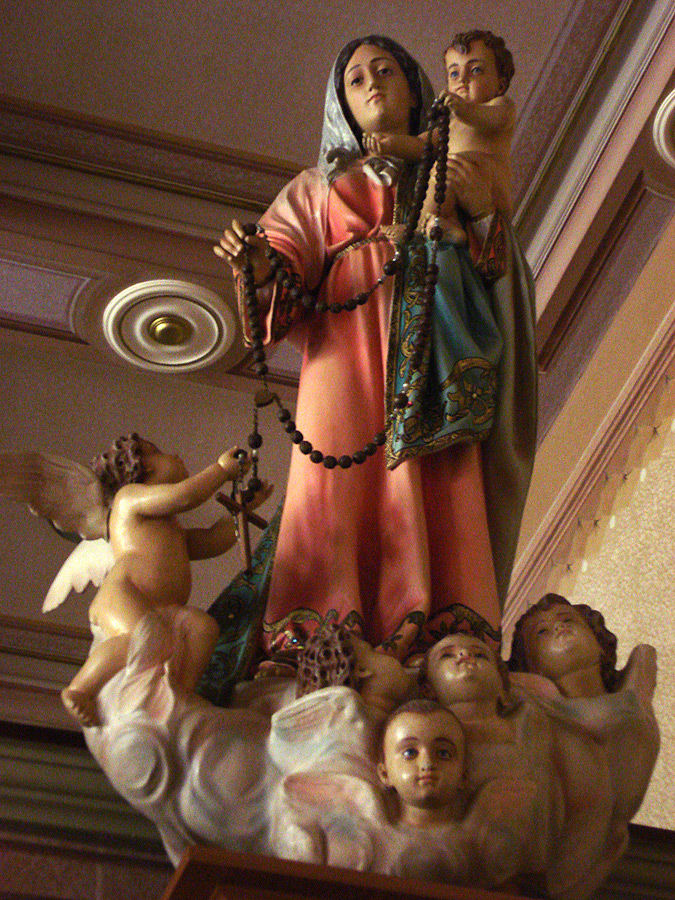
Tượng Thánh Mẫu Mân Côi, Porto Alegre, Brasil
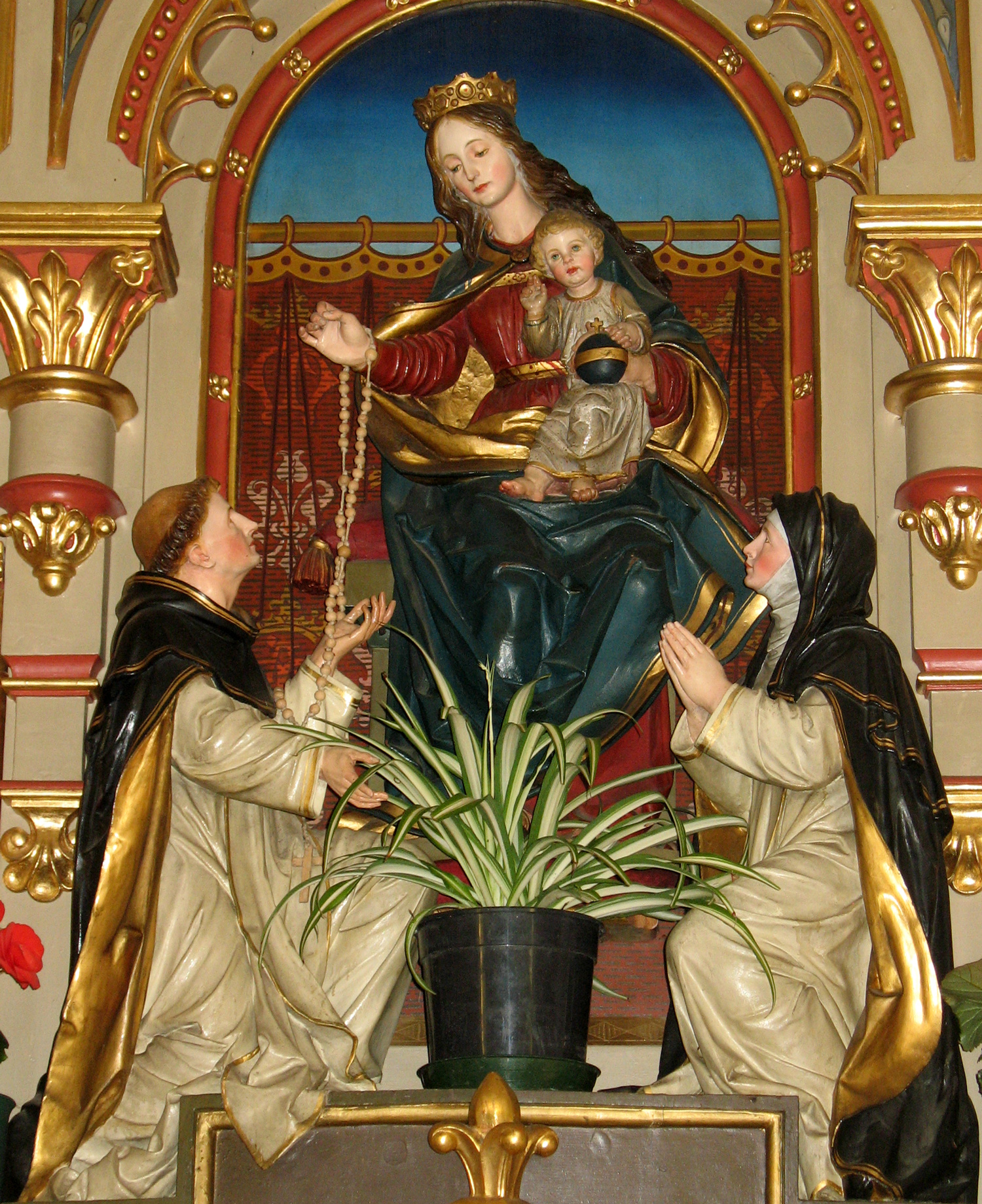
Thánh Mẫu và chuỗi Mân Côi, Nam Tirol
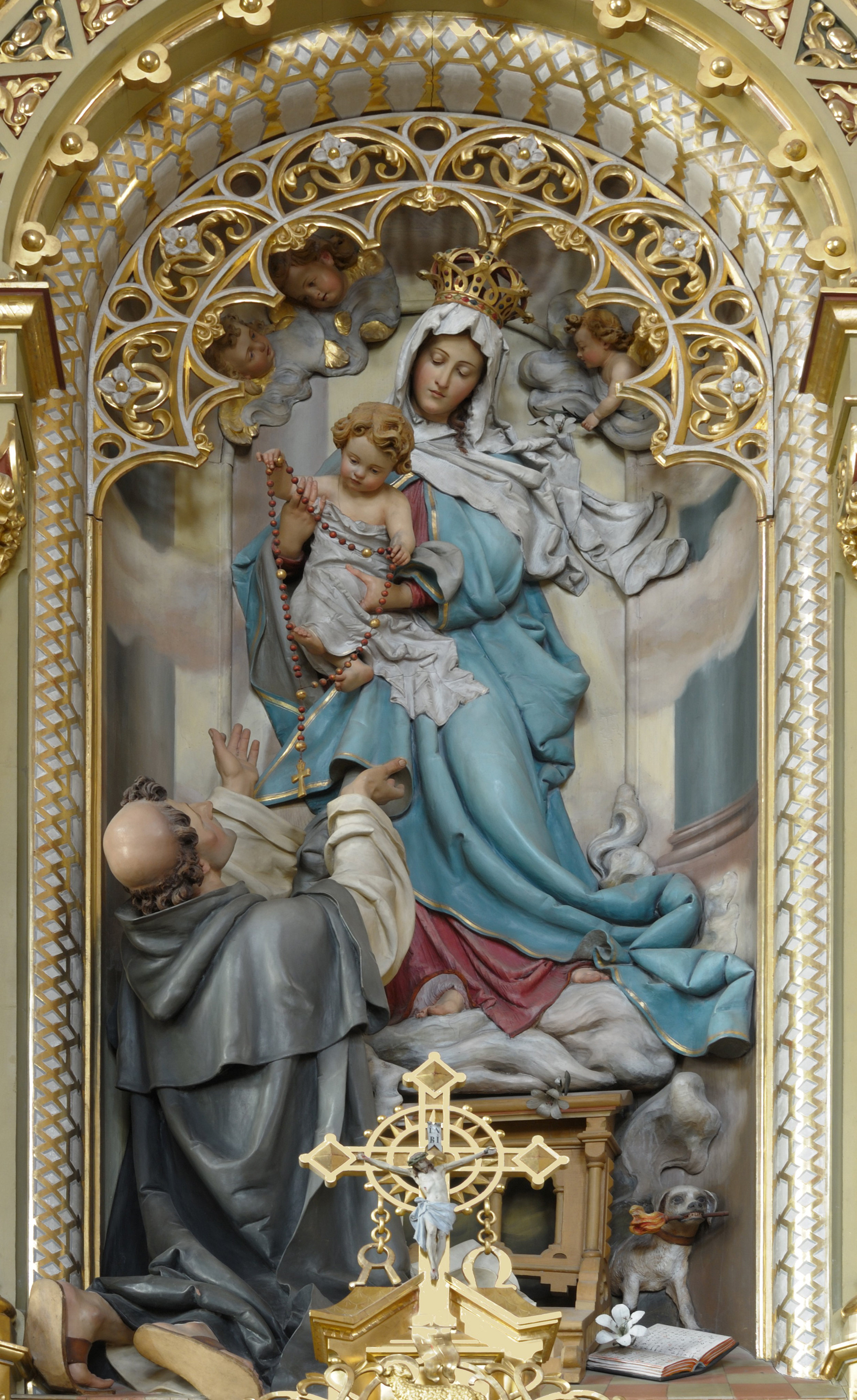
Thánh Mẫu và chuỗi Mân Côi, tượng của Josef Mersa, Italia
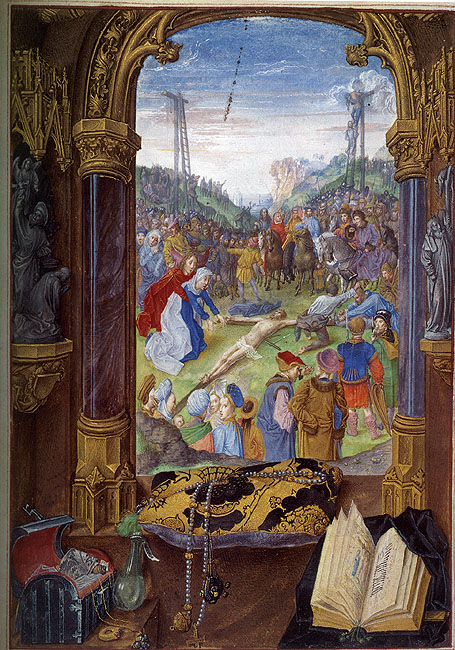
Chúa Giêsu chịu đóng đinh và chuỗi Mân Côi
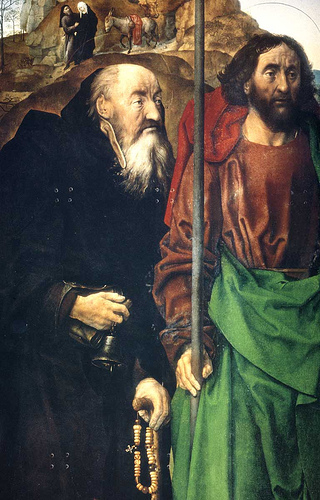
Thánh Antôn Cả cầm chuỗi Mân Côi
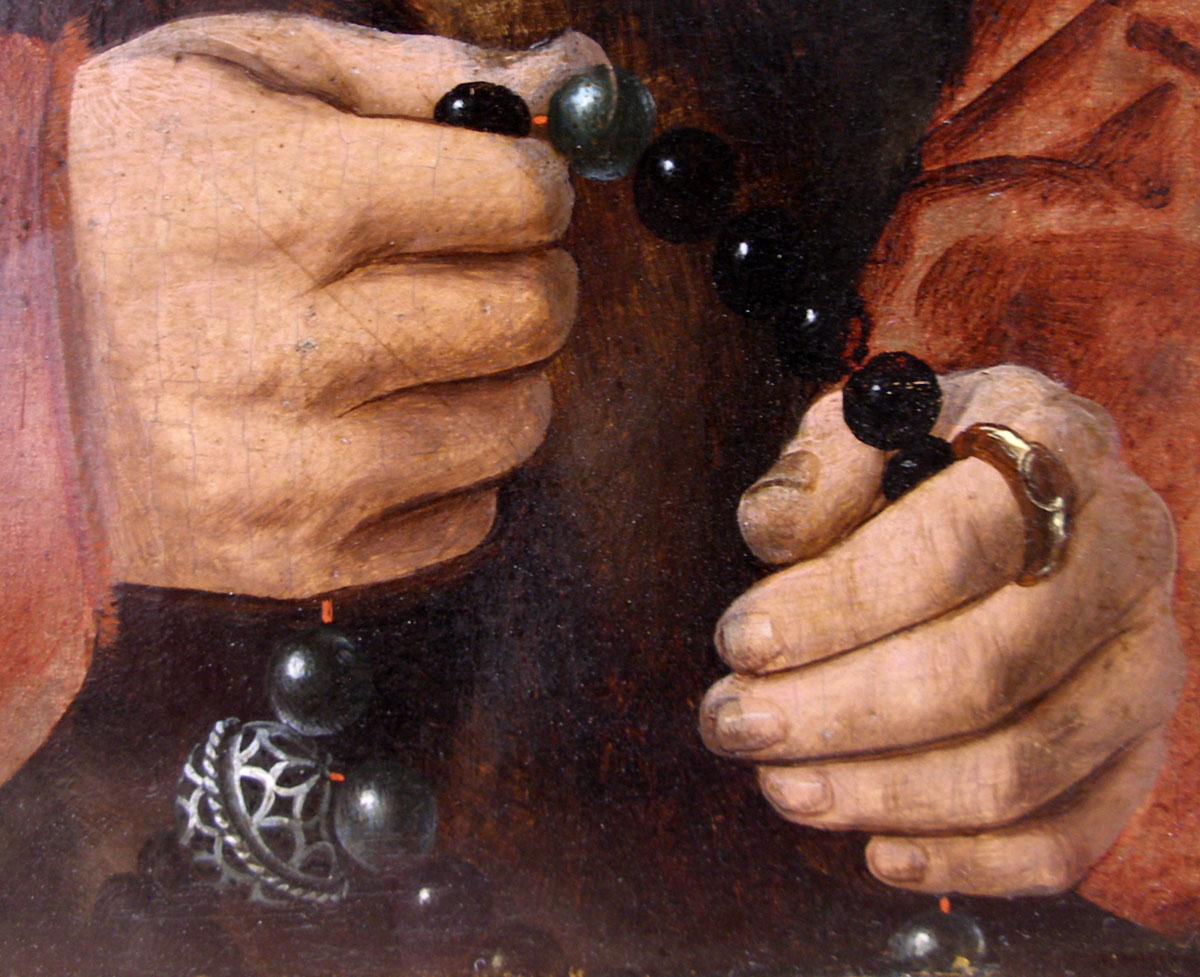
Chuỗi Mân Côi với pomander
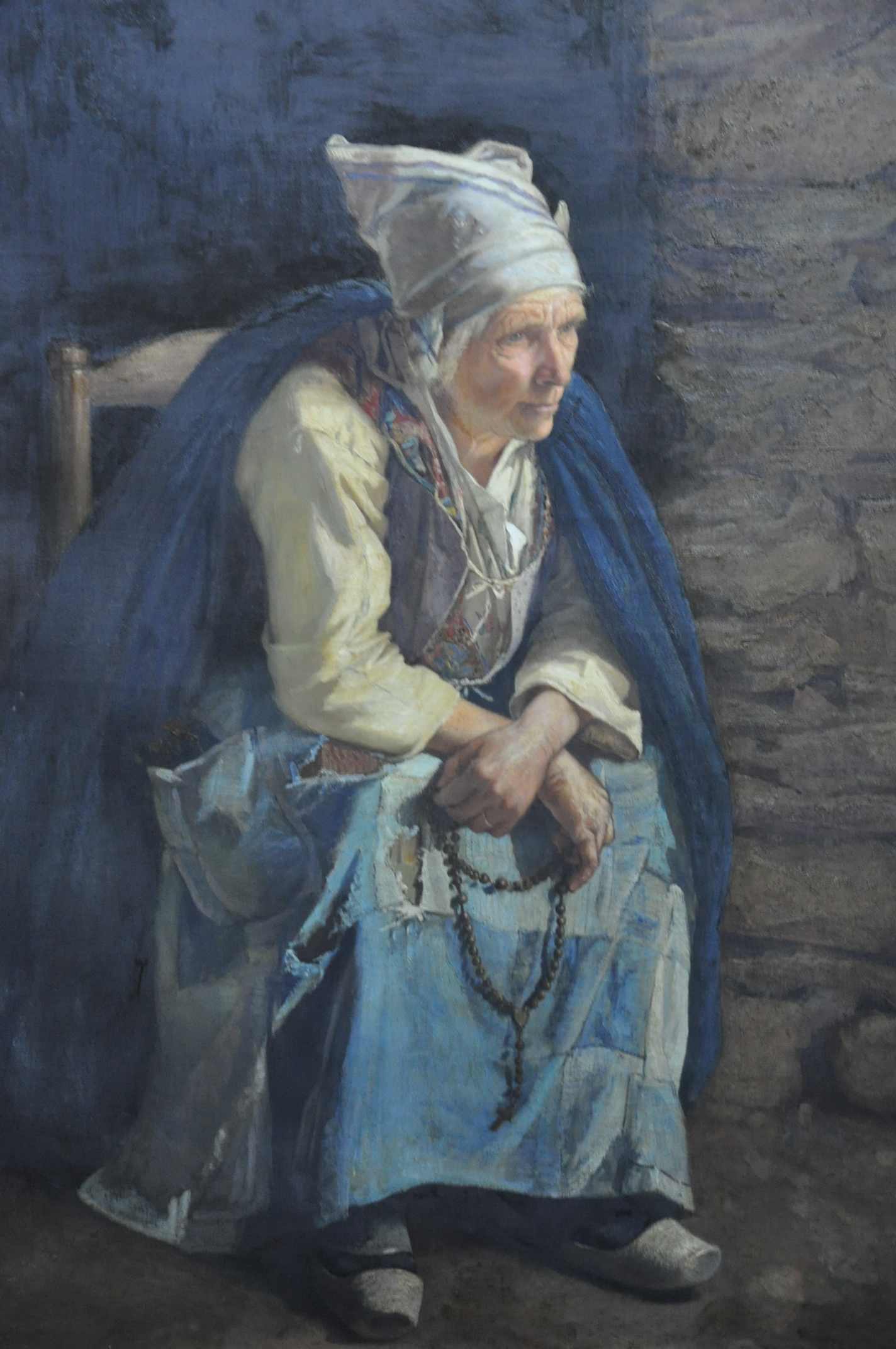
Một bà lão lần chuỗi Mân Côi
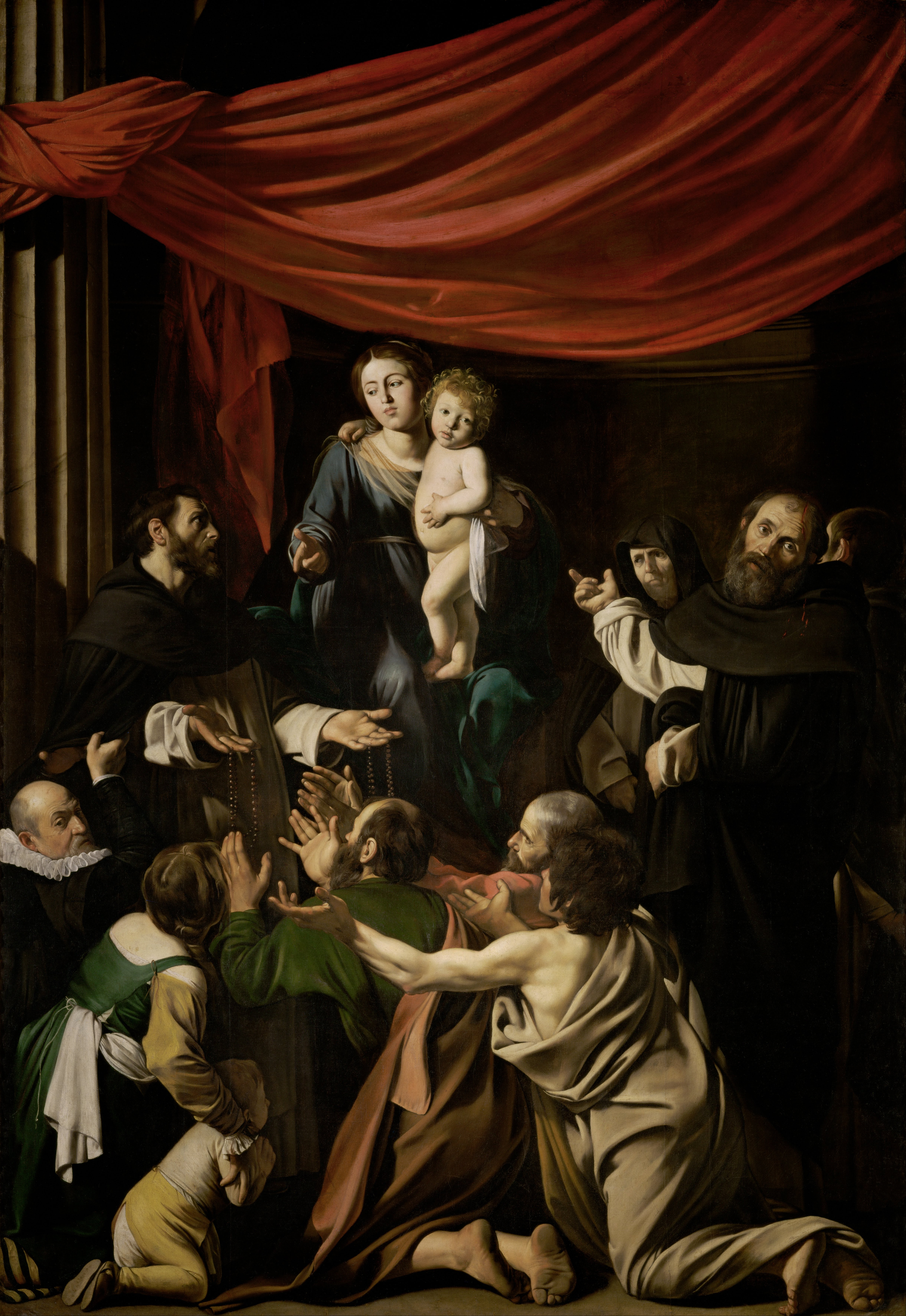
Thánh Mẫu Mân Côi, tranh của Caravaggio
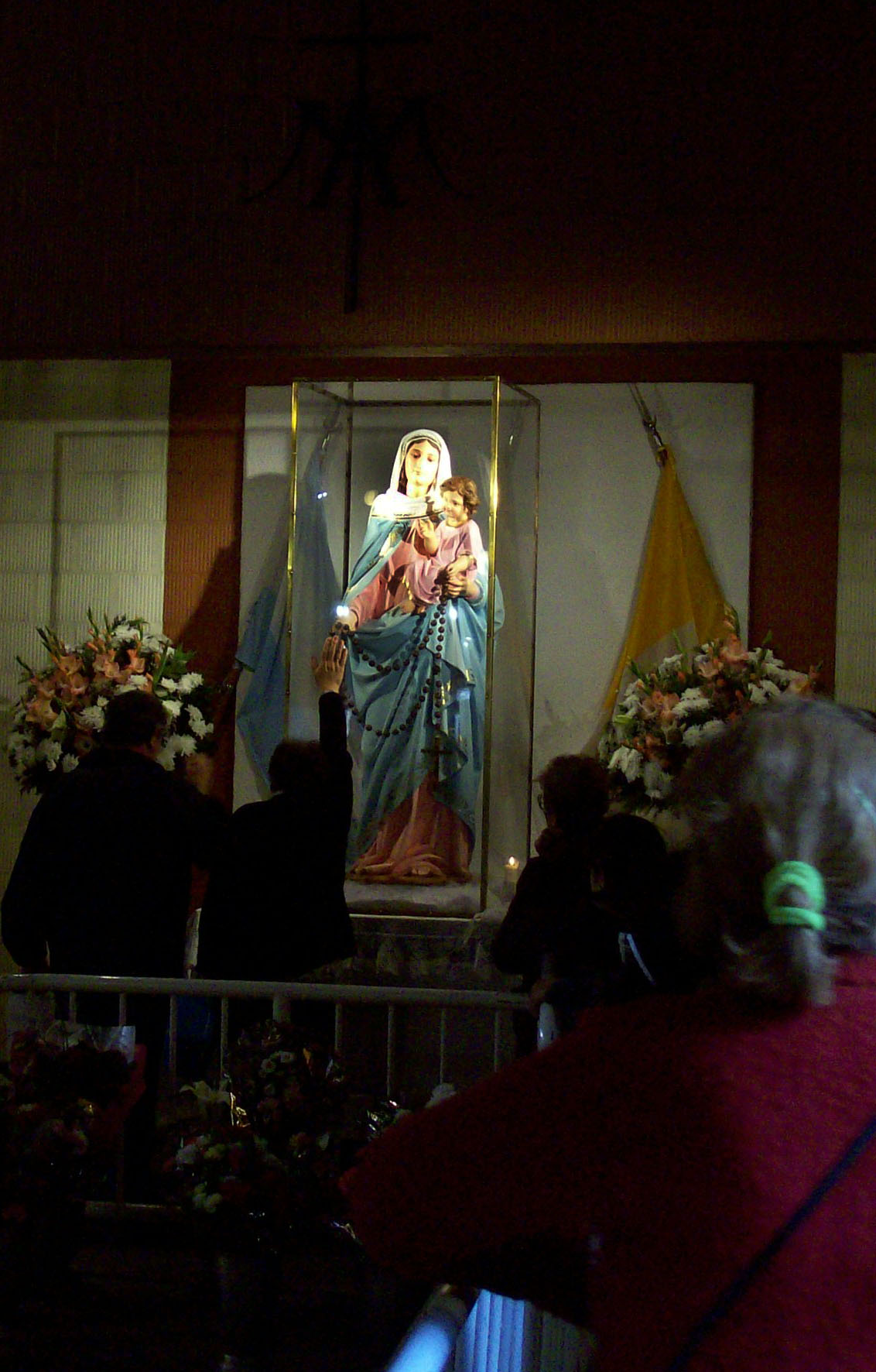
Tượng Đức Trinh nữ Maria xứ San Nicolás trong Đền thánh kính chính bà, San Nicolás de los Arroyos, Buenos Aires, Argentina.
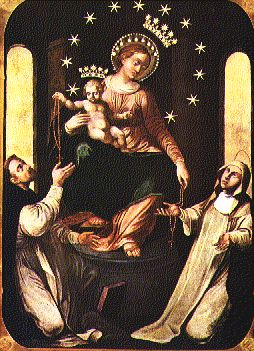
Bức tranh Đức Mẹ Pompeii